# Henrya morrisoni
Henrya morrisoni är en snäckart som beskrevs av Bartsch 1947. Henrya morrisoni ingår i släktet Henrya och familjen Ebalidae. Inga underarter finns listade i Catalogue of Life.